# Rafael Fombellida
Rafael Fombellida (Torrelavega, 1959) es un poeta español. Presente en antologías de poesía española en España, México y Bélgica. Codirigió las revistas y colecciones poéticas Scriptvm (Torrelavega, 1985-1991) y Ultramar (Santander, desde 1997), y, en la actualidad, las Veladas Poéticas de la UIMP en Santander y la colección de poesía de Quálea Editorial.

## Obra en verso
- Lectura de las aguas, (Santander, 1988).
- Deudas de juego, (Valencia, 2001, premio nacional de poesía José Luis Hidalgo).
- Norte magnético, (Barcelona 2003, premio internacional de poesía Ciudad de Burgos).
- La propia voz. Poemas escogidos 1985-2005, (Santander, 2006).
- Canción oscura, (Valencia, 2007, premio internacional de poesía Gerardo Diego).
- Montaña roja, (Zaragoza, 2008).
- Campo de Marte, (Segovia, 2011).
- Violeta profundo, (Renacimiento, 2012).

## Obra en prosa
- Isla Decepción, (Valencia, 2010).